# Victoria Hollowell
Victoria Hollowell (1954) is een Amerikaanse botanica. 
In 1976 behaalde ze haar B.S. aan de University of North Carolina. In 1979 behaalde ze haar M.A. aan de Appalachian State University in Boone (North Carolina). In 1987 behaalde ze een Ph.D. aan de University of South Carolina in Columbia (South Carolina). 
Hollowell houdt zich bezig met onderzoek naar de systematiek van de grassenfamilie (vooral bamboe), fytopathologie (vooral infecties met potyvirus), transgene planten, de floristiek van het zuidoosten van de Verenigde Staten en de genetica en evolutiebiologie van Peromyscus. Ze is lid van de American Society of Plant Taxonomists en de Botanical Society of America. Ze participeert in de Flora Mesoamericana, een samenwerkingsproject dat is gericht op het in kaart brengen en beschrijven van de vaatplanten van Meso-Amerika. 
Hollowell is hoofd van de Missouri Botanical Garden Press, de uitgeverij van de Missouri Botanical Garden. Ze is onder andere hoofdredacteur van de wetenschappelijke tijdschriften Annals of the Missouri Botanical Garden en Novon.  